# Trichoncus patrizii
Trichoncus patrizii är en spindelart som beskrevs av Lodovico di Caporiacco 1953. Trichoncus patrizii ingår i släktet Trichoncus och familjen täckvävarspindlar.
Artens utbredningsområde är Italien. Inga underarter finns listade i Catalogue of Life.